# The Amboy Dukes
The Amboy Dukes fue un grupo de rock psicodélico y proto-heavy metal americano de fines de los años 60, famoso por contar entre sus filas con un joven Ted Nugent.

## Carrera
Formados en Detroit en 1965, son uno de los más tempranos ejemplos del rock duro de los Estados Unidos, contando como atracción con el guitarrista Ted Nugent, que era un adolescente al formarse la banda.
Entre su fundación y 1970 editaron 4 álbumes de estudio, pasando a llamarse Ted Nugent & the Amboy Dukes desde entonces hasta su disolución, en 1975, debido al lanzamiento de Nugent como solista.

## Discografía
- The Amboy Dukes (1967)
- Journey to the Center of the Mind (1968)
- Migration (1969)
- Marriage on the Rocks/Rock Bottom (1970)

### ComoTed Nugent & the Amboy Dukes
- Survival of the Fittest Live (1970)
- Call of the Wild (1974)
- Tooth Fang & Claw (1974)